# Noram Cup w biegach narciarskich 2021
Noram Cup w biegach narciarskich 2021 to kolejna edycja tego cyklu zawodów. Rywalizacja odbędzie się w dniach 7-10 stycznia 2021 r. w kanadyjskim Whistler.
W poprzednim sezonie tego cyklu najlepszą wśród kobiet była Kanadyjka Katherine Stewart-Jones, a wśród mężczyzn najlepszy okazał się jej rodak Antoine Cyr.

## Kalendarz i wyniki

### Kobiety
| Lp. | Data             | Miejscowość           | Dystans                            | 1. miejsce | 2. miejsce | 3. miejsce |
| --- | ---------------- | --------------------- | ---------------------------------- | ---------- | ---------- | ---------- |
| 1.  | 7 stycznia 2021  | Whistler Olympic Park | Sprint s. klasycznym               |            |            |            |
| 2.  | 9 stycznia 2021  | Whistler Olympic Park | 5 km s. dowolnym                   |            |            |            |
| 3.  | 10 stycznia 2021 | Whistler Olympic Park | 15 km s. klasycznym (start masowy) |            |            |            |

### Mężczyźni
| Lp. | Data             | Miejscowość           | Dystans                            | 1. miejsce | 2. miejsce | 3. miejsce |
| --- | ---------------- | --------------------- | ---------------------------------- | ---------- | ---------- | ---------- |
| 1.  | 7 stycznia 2021  | Whistler Olympic Park | Sprint s. klasycznym               |            |            |            |
| 2.  | 9 stycznia 2021  | Whistler Olympic Park | 10 km s. dowolnym                  |            |            |            |
| 3.  | 10 stycznia 2021 | Whistler Olympic Park | 30 km s. klasycznym (start masowy) |            |            |            |